# 韋爾伯恩鎮區 (阿肯色州康韋縣)
韋爾伯恩鎮區（英語：Welborn Township）是位於美國阿肯色州康韋縣的一個行政鎮區。

## 地方資料
韋爾伯恩鎮區的面積為203.49平方千米，當中陸地面積為192.19平方千米，而水域面積為11.30平方千米。根據2010年美國人口普查的數據，當地共有人口8831人，而人口密度為每平方千米43.4人。